# Codi Miller-McIntyre
Codi Tyree Miller-McIntyre (High Point, 1º giugno 1994) è un cestista statunitense naturalizzato bulgaro.

## Palmarès
- Coppa di Serbia: 1

Stella Rossa: 2025

## Statistiche

### College
| Anno      | Squadra           | PG  | PT  | MP   | TC%  | 3P%  | TL%  | RP  | AP  | PRP | SP  | PP   |
| --------- | ----------------- | --- | --- | ---- | ---- | ---- | ---- | --- | --- | --- | --- | ---- |
| 2012-2013 | W.F. Dem. Deacons | 30  | 29  | 28,9 | 41,4 | 32,3 | 56,5 | 2,7 | 2,6 | 0,6 | 0,0 | 8,1  |
| 2013-2014 | W.F. Dem. Deacons | 32  | 31  | 32,2 | 43,3 | 20,0 | 62,8 | 3,0 | 4,2 | 0,8 | 0,0 | 12,6 |
| 2014-2015 | W.F. Dem. Deacons | 32  | 32  | 31,5 | 45,0 | 28,4 | 64,4 | 4,8 | 4,3 | 1,0 | 0,3 | 14,5 |
| 2015-2016 | W.F. Dem. Deacons | 23  | 20  | 30,5 | 41,3 | 32,6 | 65,6 | 4,5 | 4,0 | 0,8 | 0,1 | 9,4  |
| Carriera  | Carriera          | 117 | 112 | 30,8 | 43,1 | 27,8 | 63,1 | 3,7 | 3,8 | 0,8 | 0,1 | 11,4 |

### Eurolega
| Anno      | Squadra        | PG | PT | MP   | TC%  | 3P%  | TL%  | RP  | AP  | PRP | SP  | PP  |
| --------- | -------------- | -- | -- | ---- | ---- | ---- | ---- | --- | --- | --- | --- | --- |
| 2023-2024 | Saski Baskonia | 39 | 36 | 29,5 | 46,7 | 29,0 | 69,8 | 4,4 | 7,3 | 0,9 | 0,1 | 9,6 |
| Carriera  | Carriera       | 39 | 36 | 29,5 | 46,7 | 29,0 | 69,8 | 4,4 | 7,3 | 0,9 | 0,1 | 9,6 |